# Colonia Lomas de San Ramón
Colonia Lomas de San Ramón är en ort i Mexiko.   Den ligger i kommunen Ensenada och delstaten Baja California, i den nordvästra delen av landet, 2 100 km nordväst om huvudstaden Mexico City. Colonia Lomas de San Ramón ligger 47 meter över havet och antalet invånare är 3 805.
Terrängen runt Colonia Lomas de San Ramón är platt åt sydväst, men åt nordost är den kuperad. Havet är nära Colonia Lomas de San Ramón åt sydväst. Runt Colonia Lomas de San Ramón är det glesbefolkat, med 8 invånare per kvadratkilometer. Närmaste större samhälle är Vicente Guerrero, 3,5 km norr om Colonia Lomas de San Ramón. Omgivningarna runt Colonia Lomas de San Ramón är i huvudsak ett öppet busklandskap.